# Сушко Віктор Олександрович
Ві́ктор Олекса́ндрович Сушко́ — доктор медичних наук (2003), професор, лауреат Державної премії України, премії Кабінету Міністрів України. Заслужений лікар України.

## Життєпис
Народився у місті Херсон в родині службовців.
1978 року вступив на перший лікувальний факультет Київського медичного інституту; за результатами навчання був занесений до Золотої Книги Пошани КМІ. Після закінчення навчання продовжив в ньому ж навчатися на аспірантурі, 1987 року захистив кандидатську дисертацію.
1988 року за конкурсом обраний на посаду молодшого наукового співробітника відділу поєднуваної патології внутрішніх органів Національний науковий центр радіаційної медицини НАМН України. Практично з того часу очолив вивчення проблеми інгаляційної дії радіонуклідів на бронхолегеневу систему людини — в умовах Чорнобильської катастрофи. Також досліджував особливості клініки та перебіг ХОЗЛ у постраждалих та розробку методів діагностики і лікування. Вивчав інгаляційний вплив радону-222 у повітрі житлових приміщень. Здійснював експертизу здоров'я та працездатності — щодо допуску до робіт в особливо небезпечних та шкідливих умовах праці.
Протягом 1989—1991 років керував за сумісництвом відділенням лікуванняк консультативно-лікувальної допопмоги працівникам АЕС. Від 1994 року — старший науковий співробітник.
Починаючи 2002 роком працює на посаді завідувача відділення пульмонологнії відділу терапії радіаційних наслідків Інституту клінічної радіології.
2003 року захистив дисертацію доктора медичних наук — «Патоморфоз хронічних обструктивних захворювань легенів в учасників ліквідації наслідків аварії на Чорнобильській АЕС».
Від 2005 року керує роботою відділу моніторингу стану здоров'я працівників атомної енергетики та промисловості.
Є автором понад 350 наукових робіт та співавтором 7 монографій.
Серед винаходів:
- «Спосіб діагностики ризику розвитку онкопульмонологічних захворювань у хворих на хронічне обструктивне захворювання легенів, які зазнали інгаляційного надходження радіонуклідів» 2012 співавтори Швайко Людмила Іванівна, Базика Дмитро Анатолійович, Базика Костянтин Дмитрович.

Перший заступник генерального директора з наукової роботи, керівник відділу медичної експертизи та лікування наслідків впливу радіаційного опромінення, ДУ «Національний науковий центр радіаційної медицини Національної академії медичних наук України».
Голова Центральної Міжвідомчої Комісії МОЗ України — по встановленню причинного зв'язку хвороб, інвалідності й причини смерті з впливом наслідків аварії на ЧАЕС.
Лікар вищої категорії — за спеціальностями «внутрішні хвороби (терапія)» та «пульмонологія».
Лауреат Державної премії України в галузі науки і техніки 2017 року — за роботу «Кріотермохірургічні методи та апаратура для лікування онкологічних захворювань органів черевної порожнини»; співавтори Корпан Микола Миколайович, Красносельський Микола Віллєнович, Лещенко Володимир Миколайович, Литвиненко Олександр Олександрович, Сандомирський Борис Петрович (посмертно), Худецький Ігор Юліанович.